# Duripelta watti
Espèce
Duripelta watti est une espèce d'araignées aranéomorphes de la famille des Orsolobidae.

## Distribution
Cette espèce est endémique de Nouvelle-Zélande. Elle se rencontre à Orongorongo dans la région de Wellington.

## Description
Le mâle holotype mesure 1,74 mm et la femelle paratype 2,20 mm.

## Étymologie
Cette espèce est nommée en l'honneur de John Charles Watt.

## Publication originale
- Forster & Platnick, 1985 : A review of the austral spider family Orsolobidae (Arachnida, Araneae), with notes on the superfamily Dysderoidea. Bulletin of the American Museum of Natural History, no 181, p. 1-229 (texte intégral).